# 臥龍路 (新園鄉)
臥龍路（Wolong Rd.）是屏東縣新園鄉的東西向主要幹道。西起義仁路口接龍洲路往雙園大橋，屬台17線沿海公路，途中台17線此南轉臨海路延繼本道路往東港鎮。東至南興路口，可轉台27線北至屏東市、台88線。為新園鄉往來東港鎮的主要道路，也是高雄市、屏東縣兩地之間沿海往來重要道路之一。

## 行經行政區域
- 新園鄉

## 沿線設施
（由西至東）
- 台灣中油威勝加油站
- 臨海路
- 興龍變電所
- 真耶穌教會烏龍教會
- 7-Eleven新園門市（南興路319號）
- 南興路

## 本道路交通
- 高雄客運、屏東客運、中南客運、國光客運聯營
  - 9117「墾丁列車」（經台17線）
    - 高雄客運、屏東客運、中南客運：高鐵左營站－高雄火車站－高雄國際機場－林園－東港－林邊－枋寮－楓港－恆春－墾丁
    - 國光客運：高雄客運自立站－高雄火車站－高雄國際機場－林園－東港－林邊－枋寮－楓港－恆春－墾丁